# Bazelat
Bazelat é uma comuna francesa na região administrativa da Nova Aquitânia, no departamento de Creuse. Estende-se por uma área de 13,43 km². Em 2010 a comuna tinha 263 habitantes (densidade: 19,6 hab./km²).